# LGBT-Filmfestival

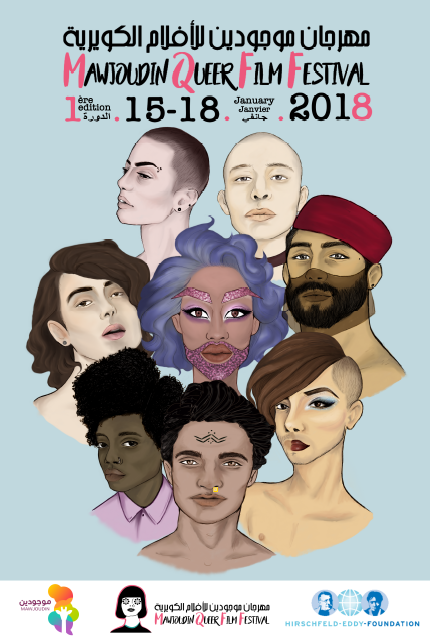
Poster des ersten Mawjoudin Queer Film Festivals 2018 in Tunis, Tunesien

LGBT-Filmfestivals, auch Queer-Filmfestivals genannt, präsentieren Filme zu schwulen, lesbischen, bisexuellen, transgeschlechtlichen, intergeschlechtlichen, nicht-binären, kurz: queeren Minderheitenthemen, die es schwer haben, ein großes Publikum zu erreichen. Neben künstlerischen Anliegen informieren die Festivals über die Lebenswirklichkeit queerer Menschen, sensibilisieren für LGBT-Rechte und fördern den Aufbau queerer Gemeinschaften.

## Entstehungsgeschichte
Die ersten Filmfestivals mit LGBT-Schwerpunkt entstanden in den Vereinigten Staaten als Teil der erwachenden LGBT-Bewegung in den 1970er Jahren. Eines der ältesten Filmfestivals ist das Frameline Film Festival in San Francisco, das 1977 gegründet wurde. Bis Anfang der 1990er Jahre waren sie meist nur innerhalb der LGBT-Communities bekannt.
In den späten 1990er Jahren gründeten sich weltweit, vor allem aber in den USA, Nichtregierungsorganisationen mit dem Ziel, Filmfestivals mit einem Queer-Schwerpunkt zu fördern. Die Filmfestivals erhielten daraufhin zunehmend staatliche oder private Zuschüsse und damit die Möglichkeit, sich zu professionalisieren. Auch in Ostasien und Osteuropa entstanden Filmfestivals, die sich auf queere Filmangebote konzentrierten.

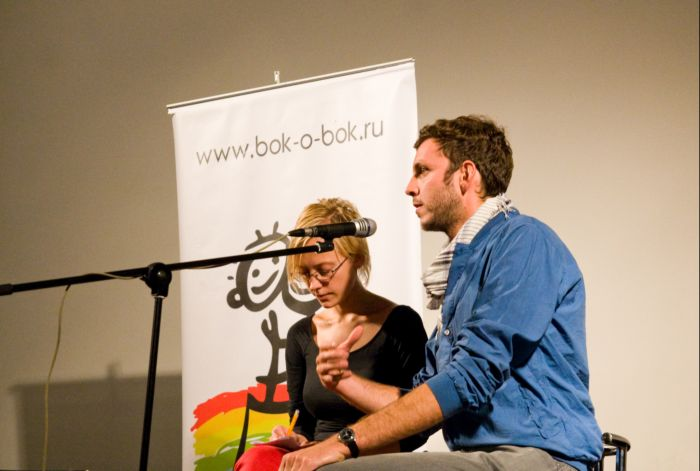
Podium beim russischen Filmfestival bok-o-bok („Side by Side“) 2011 in Novosibirsk, Russland

Im Lauf ihrer Entstehung und Etablierung verwandten LGBT-Filmfestivals unterschiedliche Selbstbenennungen, um ihren Schwerpunkt zu verdeutlichen. zu Beginn dominierte die Begrifflichkeit schwul-lesbisch wie bei den Lesbisch-Schwulen Filmtagen in Hamburg, einem der ältesten deutschen Filmfestivals, oder dem 1989 gegründeten Hong Kong Lesbian & Gay Film Festival.
Entsprechend dem Stand der politischen Diskussion in den Communities veränderten einige Festivals nach einiger Zeit ihren Namen, um mehr Menschen innerhalb des nicht-heterosexuellen Spektrums mit einem bi-, inter- oder transgeschlechtlichen oder nicht-binären Selbstverständnis einzubeziehen. Abkürzungen wie LGBT für Lesbisch-Gay-Bisexuell-Transgender oder LGBTQ (Q steht für Queer) oder LGBTIQ (I steht für Intergeschlechtlich) setzten sich durch. Weitere Festivals verwandten LGBT-Symbole wie den Regenbogen, beispielsweise das Rainbow Reel Tokyo. Andere wiederum umgingen das Problem, indem sie eine neutrale Bezeichnung wählten wie das New Yorker Filmfestival MIX NYC.

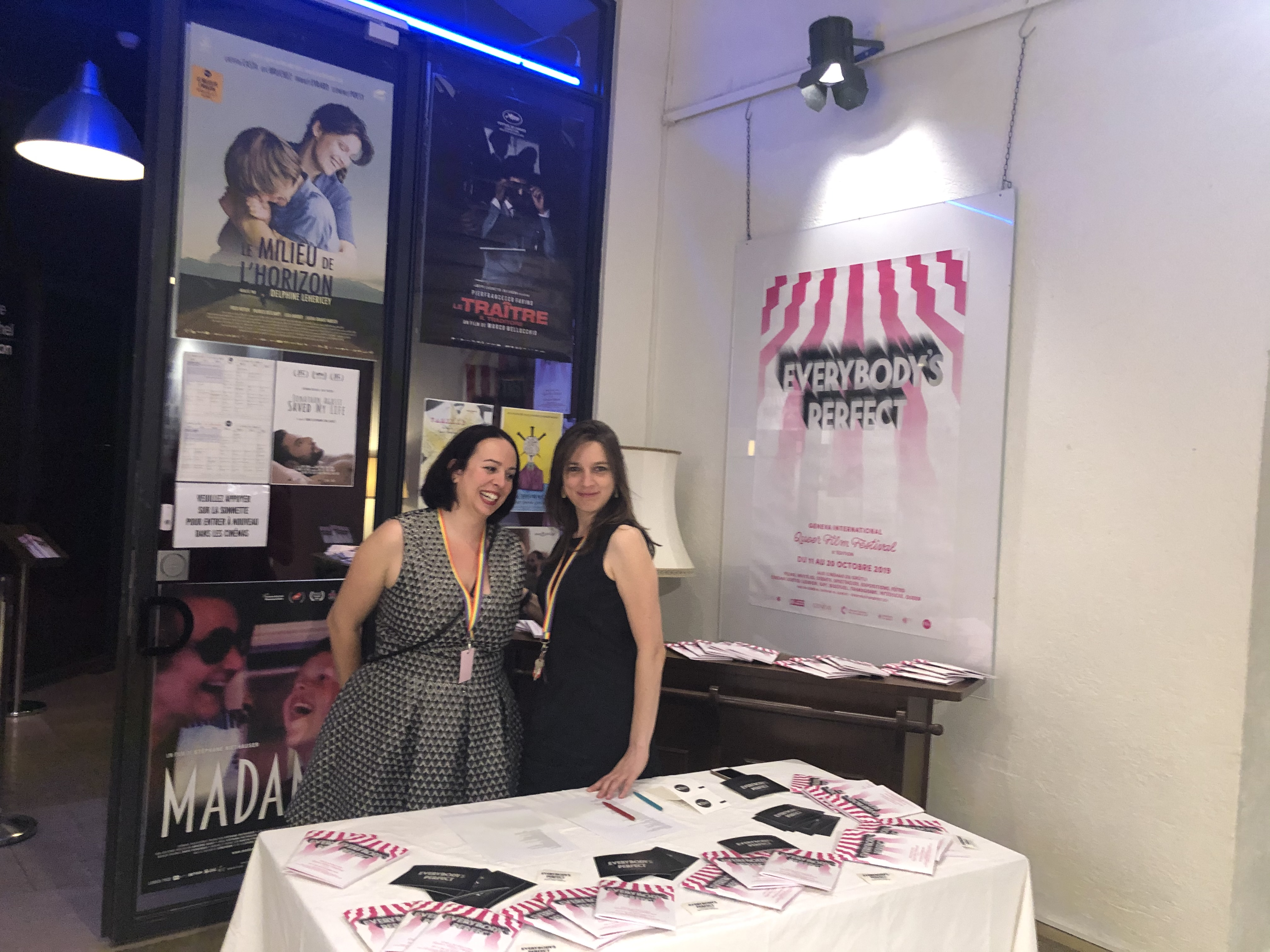
Everybody’s Perfect Filmfestival Genf im französischsprachigen Teil der Schweiz 2019

Mittlerweile haben sich die meisten Filmfestivals professionalisiert und ihr Angebot qualitativ und quantitativ stark ausgeweitet. In Deutschland und in der Schweiz haben sich zum Beispiel 24 unabhängige LGBT-Filmfestivals zu der Interessensorganisation Queerscope zusammengeschlossen. Queerscope vergibt jährlich Preise für Kurzfilme, Langfilme, Debütfilme, und die Veranstaltungen erreichen nach eigenen Angaben jährlich mehr als 30.000 Interessierte.
Auch in den Vereinigten Staaten und in Kanada haben sich seit 2020 mehrere traditionsreiche Queer-Filmfestivals wie das Outfest in Los Angeles, das New Yorker Lesbian, Gay, Bisexual & Transgender Film Festival, das Inside Out Film and Video Festival in Toronto und das Frameline Film Festival in San Francisco zu der North American Queer Festival Alliance zusammengeschlossen, um Filme aus dem LGBT-Spektrum weltweit bekannter zu machen.
Seit 2007 vergibt eine internationale Jury in Wales in Großbritannien jährlich den Iris-Preis (Iris Prize). Ausgezeichnet werden Filme, die von oder zu Themen von schwulen, lesbischen, bi-, inter- und transsexuellen Menschen produziert wurden. Von der British Academy of Film and Televison Arts BAFTA ist der Iris-Preis als A-Festival gelistet.

## LGBT-Filmfestivals in Europa

### Deutschland
| Festival                                         | Stadt | Bundesland, Region oder Kanton | Land                     | Gründung  | Anmerkung                                                                      |
| ------------------------------------------------ | --- | ------------------------------ | ------------------------ | --------- | ------------------------------------------------------------------------------ |
| Berlinale: Teddy Award                           | Berlin | Berlin                         | Deutschland              | 1987      | weltweit erster LGBTIQ-Filmpreis auf einem A-Festival (Goldener Bär)           |
| Berlin Lesbian Non-Binary Filmfest (BLN)         | Berlin | Berlin                         | Deutschland              | 2018      | konzentriert sich auf lesbische und nicht-binäre Themen                        |
| LesbenFilmFestival Berlin                        | Berlin | Berlin                         | Deutschland              | 1985–2004 | existiert nicht mehr                                                           |
| Soura Film Festival Berlin                       | Berlin | Berlin                         | Deutschland              | 2019      | queere Filme aus der SWANA-Region (Südwestasien und Nordafrika)                |
| XPOSED Queer Film Festival Berlin                | Berlin | Berlin                         | Deutschland              | 2006      |                                                                                |
| Pride Filmtage Bremen                            | Bremen | Bremen                         | Deutschland              | 2022      | queere und neuodivergente Filme                                                |
| queerfilm festival Bremen                        | Bremen | Bremen                         | Deutschland              | 1994      |                                                                                |
| Filmfest homochrom                               | Dortmund und Köln | Nordrhein-Westfalen            | Deutschland              | 2011      | fand 2018 zum bisher letzten Mal statt                                         |
| Internationales Frauenfilmfestival Dortmund/Köln | Dortmund und Köln | Nordrhein-Westfalen            | Deutschland              | 2006      | entstanden aus der Fusion von Feminale und Femme totale; mit queerer Sektion   |
| QueerFilmFestival Esslingen                      | Esslingen | Baden-Württemberg              | Deutschland              | 1989      |                                                                                |
| Schwule Filmwoche Freiburg                       | Freiburg | Baden-Württemberg              | Deutschland              | 1985      | das älteste rein schwule Filmfest                                              |
| Freiburger Lesbenfilmtage                        | Freiburg | Baden-Württemberg              | Deutschland              | 1985      | internationale lesbische und queer-feministische Produktionen                  |
| Hamburg International Queer Film Festival        | Hamburg | Hamburg                        | Deutschland              | 1990      | ursprünglich Lesbisch Schwule Filmtage Hamburg                                 |
| Perlen – Queer Film Festival Hannover            | Hannover | Niedersachsen                  | Deutschland              | 1997      | Filmfestival in Norddeutschland                                                |
| Pride Pictures                                   | Karlsruhe | Baden-Württemberg              | Deutschland              | 1993      |                                                                                |
| Feminale                                         | Köln | Nordrhein-Westfalen            | Deutschland              | 1987      | 2006 fusioniert mit Femme totale                                               |
| Queergestreift Filmfestival Konstanz             | Konstanz | Baden-Württemberg              | Deutschland              | 1988      |                                                                                |
| Bimovie                                          | München | Bayern                         | Deutschland              | 1991      | [ 19 ]                                                                         |
| Queer Film Festival München                      | München | Bayern                         | Deutschland              | 2015      |                                                                                |
| styxX – queer short film festival München        | München | Bayern                         | Deutschland              | 2018      | erstes queeres Kurzfilmfestival in Deutschland                                 |
| Queerstreifen Münster                            | Münster | Nordrhein-Westfalen            | Deutschland              | 1989      | früher unter dem Namen Rosa Linse; gezeigt wurden 16-mm- und VHS-Filme         |
| Verzaubert – Internationales Queer Filmfestival  | München, Frankfurt am Main, Köln und Berlin                                                                            |                                | Deutschland              | 1991      | tourte bis 2011 jährlich durch München, Frankfurt am Main, Köln und Berlin     |
| Queer Film Festival Oldenburg                    | Oldenburg | Niedersachsen                  | Deutschland              | 2010      |                                                                                |
| QUEER-Streifen Regensburg                        | Regensburg | Bayern                         | Deutschland              | 2012      |                                                                                |
| QueerFilmFest Rostock                            | Rostock | Mecklenburg-Vorpommern         | Deutschland              | 2008      |                                                                                |
| QUEER Film Fest Weiterstadt                      | Weiterstadt | Hessen                         | Deutschland              | 1996      |                                                                                |
| Queerfilmfestival (tourt durch 12 Städte)        | Berlin, Dresden, Düsseldorf, Frankfurt, Fürstenwalde, Halle (Saale), Köln, Leipzig, München, Nürnberg, Stuttgart, Wien | diverse                        | Deutschland & Österreich | 2019      | von Salzgeber (Filmverleih) gegründet; 2022 an Queere Kulturstiftung übergeben |

### Österreich
| Identities                                           | Wien     | Wien     | Österreich | 1994–2017 |                                                                                          |
| Queerfilmfestival                                    | Wien     | Wien     | Österreich |           | österreichischer Spielort des Salzgeber-Festivals                                        |
| QUEERTACTICS Queer Feminist Film Festival Vienna     | Wien     | Wien     | Österreich | 2019      | bis 2017 unter dem Namen Identities – Queer Film Festival Vienna; geänderter Schwerpunkt |
| Transition International Queer & Minorities Festival | Wien     | Wien     | Österreich | 2011      | spezialisiert auf Trans- und Minderheitenthemen                                          |
| Queeres Kurzfilmfest                                 | Salzburg | Salzburg | Österreich | 2023      |                                                                                          |

### Schweiz
| Luststreifen Filmfestival          | Basel                 | Basel                            | Schweiz | 2008 |                                                         |
| Queersicht LGBTI-Filmfestival Bern | Bern                  | Bern                             | Schweiz | 1997 |                                                         |
| Everybody's Perfect                | Genf                  | Geneve                           | Schweiz | 2010 | LGBT-Festival im französischsprachigen Teil der Schweiz |
| PinkPanorama Filmfestival Luzern   | Luzern                | Luzern                           | Schweiz | 2002 |                                                         |
| Pink Apple                         | Zürich und Frauenfeld | Kanton Zürich und Kanton Thurgau | Schweiz | 1997 | erstes queeres Filmfestival in der Schweiz              |

### Großbritannien
| Festival                                   | Stadt      | Region               | Land           | Gründung | Anmerkung |
| ------------------------------------------ | ---------- | -------------------- | -------------- | -------- | --- |
| BFI Flare: London LGBTIQ+ Film Festival    | London     | Greater London       | Großbritannien | 1986     | ehemals London Lesbian and Gay Film Festival (LLGFF)                                                                 |
| CineQ Queer Film Festival                  | Birmingham | Region West Midlands | Großbritannien | 2019     | |
| Five Films for Freedom                     | Online     | Online               | Großbritannien | 2015     | vorher #fiveFilms4freedom; weltweit erstes Online-Kurzfilmfestival von British Council und British Film Institute    |
| Fringe! Queer Film & Arts Fest London 2022 | London     | London               | Großbritannien | 2011     | ehrenamtlich; in der Londoner queeren Kreativszene verwurzelt, bietet es ganzjährig Filme, Kunst und Veranstaltungen |
| GFest – gayWise LGBT Arts Festival         | London     | Greater London       | Großbritannien |          | |
| Iris Prize Film Festival                   | Cardiff    | Wales                | Großbritannien | 2007     | |
| Leeds Queer Film Festival                  | Leeds      | West Yorkshire       | Großbritannien | 2005     | |
| Outburst Queer Arts Festival Belfast       | Belfast    | Nordirland           | Großbritannien |          | |
| Queer Media Festival                       | Manchester | Greater Manchester   | Großbritannien |          | |
| Queer Vision Film Festival                 | Bristol    | South West England   | Großbritannien |          | |
| Rainbow Film Festival                      | Shrewsbury | Shropshire           | Großbritannien |          | |
| SQIFF                                      | Glasgow    | Schottland           | Großbritannien | 2014     | Schottlands erstes und einziges LGBT-Filmfestival                                                                    |

### Weitere Länder Europas
| Festival                                                   | Stadt                                                                     | Bundesland oder Region       | Land                                      | Gründung | Anmerkung                                                                                      |
| ---------------------------------------------------------- | ------------------------------------------------------------------------- | ---------------------------- | ----------------------------------------- | -------- | ---------------------------------------------------------------------------------------------- |
| Belarus                                                    |                                                                           |                              |                                           |          |                                                                                                |
| DOTYK                                                      | Minsk                                                                     | Minskaja Woblasz             | Belarus                                   | 2015     | erstes und einziges LGBT-Filmfestival in Belarus                                               |
| Belgien                                                    |                                                                           |                              |                                           |          |                                                                                                |
| Pink Screens                                               | Brüssel                                                                   |                              | Belgien                                   | 2002     |                                                                                                |
| Tels Quel Festival                                         | Brüssel                                                                   |                              | Belgien                                   |          |                                                                                                |
| Dänemark                                                   |                                                                           |                              |                                           |          |                                                                                                |
| MIX Copenhagen LGBTQIA+ Film Festival                      | Kopenhagen                                                                | Hovedstadsområdet            | Dänemark                                  | 1986     |                                                                                                |
| Estland                                                    |                                                                           |                              |                                           |          |                                                                                                |
| Keio Soomelt — Festheart Film Festival                     | Alturi                                                                    |                              | Estland                                   | 2016     | das einzige LGBT-Festival in den Baltischen Staaten                                            |
| Färöer-Inseln                                              |                                                                           |                              |                                           |          |                                                                                                |
| Faroe Islands International Minority Film Festival         | Tórshavn                                                                  |                              | Färöer-Inseln                             | 2017     | für Minderheiten und marginalisierte Gruppen in der nordischen Region                          |
| Finnland                                                   |                                                                           |                              |                                           |          |                                                                                                |
| Vinokino                                                   | Turku und Helsinki                                                        | Südwest-Finnland und Uusimaa | Finnland                                  | 1991     |                                                                                                |
| Frankreich                                                 |                                                                           |                              |                                           |          |                                                                                                |
| Chéries-Chéris                                             | Paris                                                                     |                              | Frankreich                                | 1994     | unterstützt u. a. vom französischen Kulturministerium                                          |
| FACE à FACE                                                | Saint-Étienne                                                             | Auvergne-Rhône-Alpes         | Frankreich                                | 2005     |                                                                                                |
| In & Out                                                   | Nizza                                                                     | Alpes-Maritimes              | Frankreich                                | 2009     |                                                                                                |
| Paris Lesbian and Feminist Film Festival                   | Paris                                                                     |                              | Frankreich                                | 1989     | nur für Frauen; Filme von und über Lesben und Feminismus; kostenlos                            |
| Griechenland                                               |                                                                           |                              |                                           |          |                                                                                                |
| Outview Film Festival                                      | Athen                                                                     |                              | Griechenland                              | 2007     |                                                                                                |
| Thessaloniki International G.L.A.D. Film Festival (LGBTI+) | Thessaloniki                                                              |                              | Griechenland                              | 1998     |                                                                                                |
| Italien                                                    |                                                                           |                              |                                           |          |                                                                                                |
| Festival MIX Milano                                        | Mailand                                                                   | Lombardei                    | Italien                                   | 1986     | Festival MIX Milano für schwul-lesbisches Kino und Queer-Kultur                                |
| Lovers Film Festival - Torino LGBTQI Visions               | Turin                                                                     | Piemont                      | Italien                                   | 1986     |                                                                                                |
| Sicilia Queer filmfest                                     | Palermo                                                                   | Sizilien                     | Italien                                   | 2010     | Internationales Filmfest & Neue Visionen                                                       |
| Irland                                                     |                                                                           |                              |                                           |          |                                                                                                |
| Gaze                                                       | Dublin                                                                    | Leinster                     | Irland                                    | 1992     |                                                                                                |
| Litauen                                                    |                                                                           |                              |                                           |          |                                                                                                |
| Kreivės                                                    | Vilnius                                                                   |                              | Litauen                                   | 2014     | Filmfestival, das auch queere Filme zeigt                                                      |
| Niederlande                                                |                                                                           |                              |                                           |          |                                                                                                |
| International Queer & Migrant Film Festival Amsterdam      | Amsterdam                                                                 |                              | Niederlande                               |          | Schwerpunkt Queer und Migration                                                                |
| Roze Filmdagen                                             | Amsterdam                                                                 |                              | Niederlande                               | 1996     |                                                                                                |
| TranScreen Filmfestival Amsterdam                          | Amsterdam                                                                 |                              | Niederlande                               | 2011     | Schwerpunkt Transgender und Gender Diversity                                                   |
| Norwegen                                                   |                                                                           |                              |                                           |          |                                                                                                |
| Oslo Fusion International Film Festival                    | Oslo                                                                      |                              | Norwegen                                  | 1990     | [ 33 ]                                                                                         |
| Polen                                                      |                                                                           |                              |                                           |          |                                                                                                |
| LGBT Film Festival                                         | Warschau, Krakau, Posen, Breslau, Lodz, Konin, Danzig, Bydgoszcz, Stettin |                              | Polen                                     | 2010     | größtes LGBT-Festival in Mittel- und Osteuropa, findet in acht Städten und online statt        |
| Portugal                                                   |                                                                           |                              |                                           |          |                                                                                                |
| Queer Lisboa International Queer Film Festival             | Lissabon und Porto                                                        |                              | Portugal                                  | 1997     |                                                                                                |
| Rumänien                                                   |                                                                           |                              |                                           |          |                                                                                                |
| Gay Film Nights                                            | Cluj-Napoca                                                               | Kreis Cluj                   | Rumänien                                  | 2004     |                                                                                                |
| International Queer Film Festival art200 Bucharest         | Bukarest                                                                  |                              | Rumänien                                  | 2023     | unterstützt durch Österreichisches Kulturforum Bukarest und EUNIC Rumänien                     |
| RO Q DOC                                                   | Bukarest                                                                  |                              | Rumänien                                  | 2013     | Dokumentarfilme zu sozialen Themen mit queerem Schwerpunkt                                     |
| Russland                                                   |                                                                           |                              |                                           |          |                                                                                                |
| Side by Side                                               | Sankt Petersburg                                                          |                              | Russland                                  | 2008     | einziges LGBT-Festival in Russland, 2023 gefährdet durch Propaganda-Gesetz                     |
| Schweden                                                   |                                                                           |                              |                                           |          |                                                                                                |
| Cinema Queer International Film Festival                   | Stockholm                                                                 |                              | Schweden                                  | 2012     | größtes schwedisches Festival                                                                  |
| West Pride                                                 | Göteborg                                                                  | Metropolregion Göteborg      | Schweden                                  | 2007     |                                                                                                |
| Malmö Queer Filmfestival                                   | Malmö                                                                     |                              | Schweden                                  | 2007     | Artikel in der schwedischsprachigen Wikipedia                                                  |
| Serbien (+ Bosnien, Herzegowina und Montenegro)            |                                                                           |                              |                                           |          |                                                                                                |
| Merlinka Festival                                          | Belgrad, Novi Sad, Sarajevo, Tuzla, Podgorica                             |                              | Serbien, Bosnien, Herzegowina, Montenegro | 2009     | einziges queeres Filmfestival, das in mehreren Ländern organisiert wird                        |
| Slowenien                                                  |                                                                           |                              |                                           |          |                                                                                                |
| Ljubljana LGBT Film Festival                               | Ljubljana                                                                 | Central Slovenia             | Slowenien                                 | 1984     | Europas ältestes Schwullesbisches Filmfestival                                                 |
| Slowakei                                                   |                                                                           |                              |                                           |          |                                                                                                |
| Slovak Queer Film Festival                                 | Bratislava                                                                |                              | Slowakei                                  |          |                                                                                                |
| Spanien                                                    |                                                                           |                              |                                           |          |                                                                                                |
| Zinegoak Bilbao                                            | Bilbao                                                                    |                              | Spanien                                   | 2004     | [ 41 ]                                                                                         |
| LesGaiCineMad                                              | Madrid                                                                    | Autonome Gemeinschaft Madrid | Spanien                                   | 1996     | [ 42 ]                                                                                         |
| FIRE!! Mostra internacional de cinema gai i lesbià         | Barcelona                                                                 | Katalonien                   | Spanien                                   | 1995     | Vielfalt im weitesten Sinne; Arthouse-Filme und pädagogischer Ansatz                           |
| CINHOMO                                                    | Valladolid                                                                | Kastilien und Leon           | Spanien                                   | 2017     |                                                                                                |
| ENDIMARIS Sitges LGTBIQ+ Film Festival                     | Sitges                                                                    |                              | Spanien                                   | 2021     |                                                                                                |
| Tschechien                                                 |                                                                           |                              |                                           |          |                                                                                                |
| Mezipatra                                                  | Brünn und Prag                                                            | Mähren und Böhmen            | Tschechien                                | 2000     |                                                                                                |
| Türkei                                                     |                                                                           |                              |                                           |          |                                                                                                |
| Pinkes Leben Queer-Festival (Pink Life)                    | Ankara                                                                    |                              | Türkei                                    |          |                                                                                                |
| Ukraine                                                    |                                                                           |                              |                                           |          |                                                                                                |
| Sunny Bunny                                                | Kiew                                                                      |                              | Ukraine                                   | 2023     | erstes ukrainisches LGBT-Filmfestival, Teil des Internationalen Filmfestivals Molodist in Kiew |
| Ungarn                                                     |                                                                           |                              |                                           |          |                                                                                                |
| Budapest Pride LGBTQ Film Festival                         | Budapest                                                                  |                              | Ungarn                                    |          | Ungarns größtes jährliches LGBT-Event, endet mit einer Pride-Parade                            |

## Afrika
| Festival                                  | Stadt                      | Region oder Bundesland   | Land      | Gründung  | Anmerkung |
| ----------------------------------------- | -------------------------- | ------------------------ | --------- | --------- | --- |
| Mawjoudin Queer Film Festival             | Tunis                      |                          | Tunesien  | 2018      | erstes queeres Filmfestival in ganz Nordafrika; der Fokus liegt auf Filmen, die queere Realitäten im Globalen Süden zeigen.                                    |
| Durban Gay and Lesbian Film Festival      | Glenwood, Durban           |                          | Südafrika | 2011      | ein Projekt der KwaZulu-Natal Society of Arts und der KwaZulu-Natal Gay & Lesbian Tourism Association                                                          |
| Out in Africa                             | Johannesburg und Cape Town | Gauteng and Westkap Cape | Südafrika | 1994      | |
| Queer Kampala International Film Festival | Kampala                    |                          | Uganda    | 2016-2017 | Underground-Festival; 2017 wurde es von der Polizei überfallen und an einem geheimen Ort fortgesetzt. Homosexualität in Uganda wird seit 2023 schwer bestraft. |

## Amerika

### Vereinigte Staaten
| Festival                                            | Stadt                     | Region                       | Land | Gründung                | Anmerkung                                                                                 |
| --------------------------------------------------- | ------------------------- | ---------------------------- | ---- | ----------------------- | ----------------------------------------------------------------------------------------- |
| Atlanta Film Festival                               | Atlanta                   | Georgia                      | USA  | 2008 (1. Festival 1976) | 2008 gelistet für Pink Peach Prize LGBTQ Film Award                                       |
| Connecticut LGBTQ Film Festival                     | Hartford                  | Connecticut                  | USA  | 1988                    | Connecticuts ältestes Filmfestival; produziert von Out Film CT                            |
| Damn These Heels LGBTQ Film Festival                | Salt Lake City            | Utah                         | USA  | 2003                    | ältestes LGBTQ-Filmfestival im Westen der USA                                             |
| Dayton LGBT Film Festival                           | Dayton                    | Ohio                         | USA  | 2005                    |                                                                                           |
| FilmOut San Diego                                   | San Diego                 | Kalifornien                  | USA  | 2005                    | San Diegos einziges LGBT-Filmfestival                                                     |
| FFTG Awards Film Fest                               | New York City             | New York                     | USA  | 2020                    | Internationales Festival des Digitalen Films                                              |
| Frameline Film Festival                             | San Francisco             | Kalifornien                  | USA  | 1977                    |                                                                                           |
| Image Out                                           | Rochester                 | New York                     | USA  |                         |                                                                                           |
| Louisville LGBT Film Festival                       | Louisville                | Kentucky                     | USA  |                         |                                                                                           |
| Milwaukee LGBT Film & Video Festival                | Milwaukee                 | Wisconsin                    | USA  | 1987                    |                                                                                           |
| MIX NYC                                             | New York City             | New York                     | USA  | 1987                    |                                                                                           |
| National Queer Arts Festival                        | San Francisco             | Kalifornien                  | USA  | 1998                    |                                                                                           |
| NewFest                                             | New York City             | New York                     | USA  | 1988                    |                                                                                           |
| North Carolina Gay & Lesbian Film Festival          | Durham                    | North Carolina               | USA  | 1995                    |                                                                                           |
| Notre Dame Queer Film Festival                      | Notre Dame                | Indiana                      | USA  | 2004                    |                                                                                           |
| Out on Film                                         | Atlanta                   | Georgia                      | USA  | 1987                    |                                                                                           |
| Outfest                                             | Los Angeles               | Kalifornien                  | USA  | 1982                    | etabliertes Event in Los Angeles, unterstützt von HBO und Delta Airlines                  |
| OutLove International Film Festival                 | Fort Myers                | Florida                      | USA  | 2020                    |                                                                                           |
| OUTshine Film Festival                              | Miami und Fort Lauderdale | Florida                      | USA  | 1998                    |                                                                                           |
| QFest                                               | Houston                   | Texas                        | USA  | 1997                    |                                                                                           |
| Philadelphia QFest                                  | Philadelphia              | Pennsylvania                 | USA  | 1995                    |                                                                                           |
| Puerto Rico Queer Filmfest                          | San Juan                  | Puerto Rico                  | USA  |                         |                                                                                           |
| Reel Affirmations                                   | Washington, D.C.          | Columbia District            | USA  | 1991                    |                                                                                           |
| Reel Out Charlotte                                  | Charlotte                 | North Carolina               | USA  | 2008                    | Reel Out Charlotte ist seit 2018 der neue Name für das frühere GayCharlotte Film Festival |
| Reel Pride                                          | Fresno                    | Kalifornien                  | USA  | 1989                    |                                                                                           |
| Reeling                                             | Chicago                   | Illinois                     | USA  | 1981                    |                                                                                           |
| San Francisco Transgender Film Festival             | San Francisco             | Kalifornien                  | USA  | 1997                    | Ursprünglich 'Tranny Fest' genannt                                                        |
| Screened Out                                        | Cablecast film festival   | Landesweite Kabelübertragung | USA  | nur 2007                |                                                                                           |
| Seattle Lesbian & Gay Film Festival                 | Seattle                   | Washington                   | USA  | 1996                    |                                                                                           |
| Tampa International Gay and Lesbian Film Festival   | Tampa                     | Florida                      | USA  | 1989                    |                                                                                           |
| Translations: The Seattle Transgender Film Festival | Seattle                   | Washington                   | USA  | 2006                    | Filme von, für und über transsexuelle, nicht-binäre und genderdiverse Menschen            |
| Way OUT West Film Fest                              | Albuquerque               | New Mexico                   | USA  | 2003                    |                                                                                           |
| Wicked Queer                                        | Boston                    | Massachusetts                | USA  | 1984                    | vorher bekannt als Boston LGBT Film Festival                                              |

### Lateinamerika
| Festival                                        | Stadt                  | Region  | Land        | Gründung | Anmerkung |
| ----------------------------------------------- | ---------------------- | ------- | ----------- | -------- | --- |
| Asterisco Festival Internacional de Cine LGBTIQ | Buenos Aires           |         | Argentinien | 2014     | |
| Festival de cine LGBT El Lugar Sin Límites      | Quito, Guayaquil u. a. |         | Ecuador     | 2002     | |
| Festival Mix Brazil de Cultura da Diversidade   | São Paulo              |         | Brasilien   |          | |
| Ciclo Rosa                                      | Bogota                 |         | Kolumbien   | 2001     | in hybridem Format; Auszeichnung der besten Arbeiten mit dem Dunkel Rosa, dem Video-Essay-Preis des Goethe-Instituts |
| Cine Movilh                                     | Santiago               |         | Chile       |          | |
| DIGO                                            | Goiás                  | Goiânia | Brasilien   | 2016     | |
| FestDivQ                                        | Caracas                |         | Venezuela   |          | |
| Llamale H                                       | Montevideo             |         | Uruguay     |          | |
| MICGénero                                       | Mexiko-Stadt           | México  | Mexiko      |          | |
| Outfest Peru                                    | Lima                   |         | Peru        |          | |
| Rio LGBTQIA+ Film Festival                      | Rio de Janeiro         |         | Brasilien   | 2011     | hieß früher Rio Festival Gay de Cinema                                                                               |

### Kanada
| Festival                                    | Stadt                   | Region           | Land   | Gründung | Anmerkung                                                                     |
| ------------------------------------------- | ----------------------- | ---------------- | ------ | -------- | ----------------------------------------------------------------------------- |
| Fairy Tales Queer Film Festival             | Calgary                 | Alberta          | Kanada | 1999     |                                                                               |
| Hamilton Queer Film Festival                | Hamilton                | Ontario          | Kanada | 2021     |                                                                               |
| Image+Nation                                | Montreal                | Quebec           | Kanada | 1987     |                                                                               |
| Inside Out Film and Video Festival          | Toronto und Ottawa      | Ontario          | Kanada | 1991     |                                                                               |
| London Lesbian Film Festival                | London                  | Ontario          | Kanada | 1991     |                                                                               |
| Making Scenes Film and Video Festival       | Ottawa                  | Ontario          | Kanada | 1992     | Seit 2005 eingestellt; ersetzt durch die Ottawa-Ausgabe von Inside Out        |
| Massimadi Festival                          | Montreal                | Quebec           | Kanada | 2009     | Zentrum für Filmkunst zu LGBTQ-Themen in der schwarzen/afrikanischen Diaspora |
| Muskoka Queer Film Festival                 | Bracebridge, Huntsville | Ontario          | Kanada | 2020     | Online-Start während der COVID 19-Pandemie nach Absage des Live-Festivals     |
| OUTeast Film Festival                       | Halifax                 | Nova Scotia      | Kanada | 2012     |                                                                               |
| Pink Lobster Film Festival                  | Fredericton             | New Brunswick    | Kanada | 2017     |                                                                               |
| Queer City Cinema                           | Regina                  | Saskatchewan     | Kanada | 1996     |                                                                               |
| Out North Queer Film Festival               | Whitehorse              | Yukon            | Kanada | 2012     |                                                                               |
| Queer North Film Festival                   | Sudbury                 | Ontario          | Kanada | 2016     |                                                                               |
| Rainbow Reels Queer and Trans Film Festival | Kitchener-Waterloo      | Ontario          | Kanada |          |                                                                               |
| Rainbow Visions Film Festival               | Edmonton                | Ontario          | Kanada | 2015     |                                                                               |
| Reel Pride                                  | Winnipeg                | Manitoba         | Kanada | 1985     |                                                                               |
| Reelout Queer Film Festival                 | Kingston                | Ontario          | Kanada | 1999     |                                                                               |
| Toronto Queer Film Festival                 | Toronto                 | Ontario          | Kanada | 2016     |                                                                               |
| Vancouver Queer Film Festival               | Vancouver               | British Columbia | Kanada | 1988     |                                                                               |

## Asien
| Festival                                            | Stadt                  | Region                                                               | Land              | Gründung  | Anmerkung |
| --------------------------------------------------- | ---------------------- | -------------------------------------------------------------------- | ----------------- | --------- | --- |
| Abhimani Film Festival                              | Colombo                |                                                                      | Sri Lanka         | 2006      | als Celluloid Rainbow bekannt; ältestes LGBT-Filmfestival im südasiatischen Raum und das einzige in Sri Lanka |
| Asian Queer Film Festival                           |                        |                                                                      |                   |           | |
| Bangalore Queer Film Festival                       | Bengaluru              | Karnataka                                                            | Indien            | 2008      | |
| Bangkok Gay and Lesbian Film Festival               | Bangkok                | Bangkok Metropolregion                                               | Thailand          | 2015      | seit 2016 nicht mehr aktiv                                                                                    |
| Beijing Queer Film Festival                         | Peking                 | Municipality                                                         | China             | 2001      | |
| Chennai International Queer Film Festival           | Chennai                | Metropolregion Chennai                                               | Indien            | 2005      | |
| CINEMQ                                              | Shanghai               | Metropolregion Shanghai                                              | China             | 2015      | |
| Hong Kong Lesbian & Gay Film Festival               | Central und Pok Fu Lam | Hong Kong Island                                                     | Hong Kong (China) | 1989      | |
| KASHISH Mumbai International Queer Film Festival    | Mumbai                 | Maharashtra                                                          | Indien            | 2010      | |
| Korea Queer Film Festival                           | Seoul                  | Seoul Capital Area                                                   | Südkorea          | 2001      | |
| Seoul International Women's Film Festival           | Seoul                  |                                                                      | Südkorea          | 1997      | größtes internationales Frauenfilmfestival der Welt; Queer Rainbow Section seit 2007                          |
| Lethal Lesbian                                      | Tel Aviv-Jaffa         |                                                                      | Israel            | 2008      | unabhängige Filme von und über Frauen, die Frauen lieben                                                      |
| LGBT+ Film Festival                                 | Bangkok                | Bangkok Metropolitan Region                                          | Thailand          | 2018      | Kuratiert und veranstaltet von Bangkok Screening Room                                                         |
| Out and Loud Pune International Queer Film Festival | Poona                  | Maharashtra                                                          | Indien            | 2017      | |
| Pride International Film Festival                   | Manila                 | Metro Manila                                                         | Philippinen       | 2004      | Filme, die speziell auf HIV und AIDS aufmerksam machen                                                        |
| PROUD Yangon LGBTIQ Film Festival                   | Rangun                 | Rangun City                                                          | Myanmar           | 2014      | jetzt Teil von Yangon Pride, jährlich Ende Januar                                                             |
| Quezon City International Pink Film Festival        | Quezon                 | Quezon City                                                          | Philippinen       | 2013      | |
| Q! Film Festival                                    | Jakarta                | Jabodetabek                                                          | Indonesien        | 2002-2017 | Asiens größtes LGBT-Filmfestival und das erste in einem mehrheitlich muslimischen Land; eingestellt           |
| Shanghai Queer Film Festival                        | Shanghai               | Metropole Shanghai                                                   | China             | 2017      | neues LGBT-Filmfestival, von Freiwilligen und als gemeinnützige Veranstaltung durchgeführt                    |
| ShanghaiPRIDE Film Festival                         | Shanghai               | Metropole Shanghai                                                   | China             | 2015      | entstanden aus ShanghaiPRIDE-Filmabenden in Kooperation mit dem Beijing Queer Film Festival                   |
| Taiwan International Queer Film Festival            | Taipei und Taichung    | Taipei–Keelung Metropolitan Area Taichung-Changhua Metropolitan Area | Taiwan (R.O.C)    | 2014      | |
| TLVFest                                             | Tel Aviv               | Gusch Dan                                                            | Israel            | 2006      | |

### Japan
| Festival                                | Stadt     | Region               | Land  | Gründung | Anmerkung |
| --------------------------------------- | --------- | -------------------- | ----- | -------- | --- |
| Aomori International LGBT Film Festival | Aomori    | Präfektur Aomori     | Japan | 2006     | |
| Asian Queer Film Festival               | Tokio     | Metropolregion Tokio | Japan | 2007     | |
| Ehime LGBT Film Festival                | Matsuyama | Präfektur Ehime      | Japan |          | |
| Kagawa Rainbow Film Festival            | Kagawa    | Präfektur Kagawa     | Japan |          | |
| Kansai Queer Film Festival              | Osaka     | Präfektur Osaka      | Japan |          | |
| Rainbow Reel Tokyo                      | Tokio     | Metropolregion Tokio | Japan | 1992     | Rainbow Reel Tokyo ist seit 2016 der offizielle neue Name für das Tokyo International Lesbian & Gay Film Festival |

## Australien und Neuseeland
| Festival                              | Stadt                                 | Region oder Bundesland | Land       | Gründung   | Anmerkung                                        |
| ------------------------------------- | ------------------------------------- | ---------------------- | ---------- | ---------- | ------------------------------------------------ |
| Bendigo Queer Film Festival (BQFF)    | Bendigo                               | Victoria               | Australien | 2002       | verleiht u. a. den Bendigo-Preis                 |
| Geelong Pride Film Festival           | Geelong                               | Victoria               | Australien | 2017       |                                                  |
| Mardi Gras Film Festival              | Sydney                                | New South Wales        | Australien | 1993       | eine der weltweit größten Foren für queeres Kino |
| Melbourne Queer Film Festival         | Melbourne                             | Victoria               | Australien | 1991       |                                                  |
| Out Takes: A Reel Queer Film Festival | Auckland, Christchurch and Wellington | Neuseeland             | Australien | 1995- 2014 | existiert nicht mehr                             |